# São Paulo Challenger 1996
Il São Paulo Challenger 1996 è stato un torneo di tennis facente parte della categoria ATP Challenger Series nell'ambito dell'ATP Challenger Series 1996. Il torneo si è giocato a San Paolo in Brasile dall'8 al 14 luglio 1996 su campi in cemento.

## Vincitori

### Singolare
Roberto Jabali ha battuto in finale  Alejandro Hernández con il punteggio di 6–2, 4–6, 6–1

### Doppio
Alejandro Hernández /  Óscar Ortiz hanno battuto in finale  João Cunha e Silva /  Jean-Philippe Fleurian con il punteggio di 6–2, 7–6